# 陰茎硬化性リンパ管炎
陰茎硬化性リンパ管炎（いんけいこうかせいリンパかんえん、英: Sclerosing lymphangitis, Lymphangiosclerosis）とは、陰茎の冠状溝を取り囲む、または陰茎の長軸方向に走る紐状の構造を特徴とする皮膚疾患で、激しい性行為中の外傷が原因とされている:43。
非性病性陰茎硬化性リンパ管炎は、陰茎冠状溝と時に隣接する陰茎遠位部皮膚に生じる、圧痛の少ない硬結からなる稀な陰茎病変である。この病変は、陰茎の静脈に繋がったリンパ管の硬化を伴う。太い索のように見え、硬く、殆ど石灰化または線維化した静脈のようであるが、静脈に見られる青色の色調を示さない傾向がある。陰茎が弛緩している際も硬結や静脈のように感じられ、勃起時には更に顕著になる。この疾患は比較的一般的で、殆どの場合で激しい性行為の後に発症し、自然治癒する。

## 原因
陰茎硬化性リンパ管炎の病因は不明であるが、リンパ管塞栓症に続発すると思われる。

## 管理
大抵の場合、安静にし、潤滑剤を使うなどして優しくケアすれば治癒する傾向にある。ケアせずとも、数週間から数ヶ月後には自然に消えてしまうケースもある。
一般的には性行為を控えることが推奨されているが、性行為を行うことで症状が悪化したり、逆に回復が早まったりするという証拠はない。